# Chalupská slať
Chalupská slať (německy Großer Königsfilz) je rašeliniště přechodného typu mezi údolním a horským vrchovištěm. Nachází se v katastrálním území Svinná Lada, mezi obcí Borová Lada a částí obce Nový Svět v nadmořské výšce 900–950 m. Rozloha slati je 137 ha.

## Popis
Chalupská slať náleží do I. zóny Národního parku Šumava. Slať je zpřístupněna naučnou stezkou pro pěší, která vede po 260 metrů dlouhém dřevěném chodníčku zakončeném malou plošinkou na okraji  jezírka. V minulosti zde probíhala těžba rašeliny, tato místa postupně zarůstají.
Přes slať vedla trasa převaděče Kiliána „Franze" Nowotného, tzv. „Kanál 54" V roce 1950 unikl zraněný Kilián po přestřelce s pohraničníky.

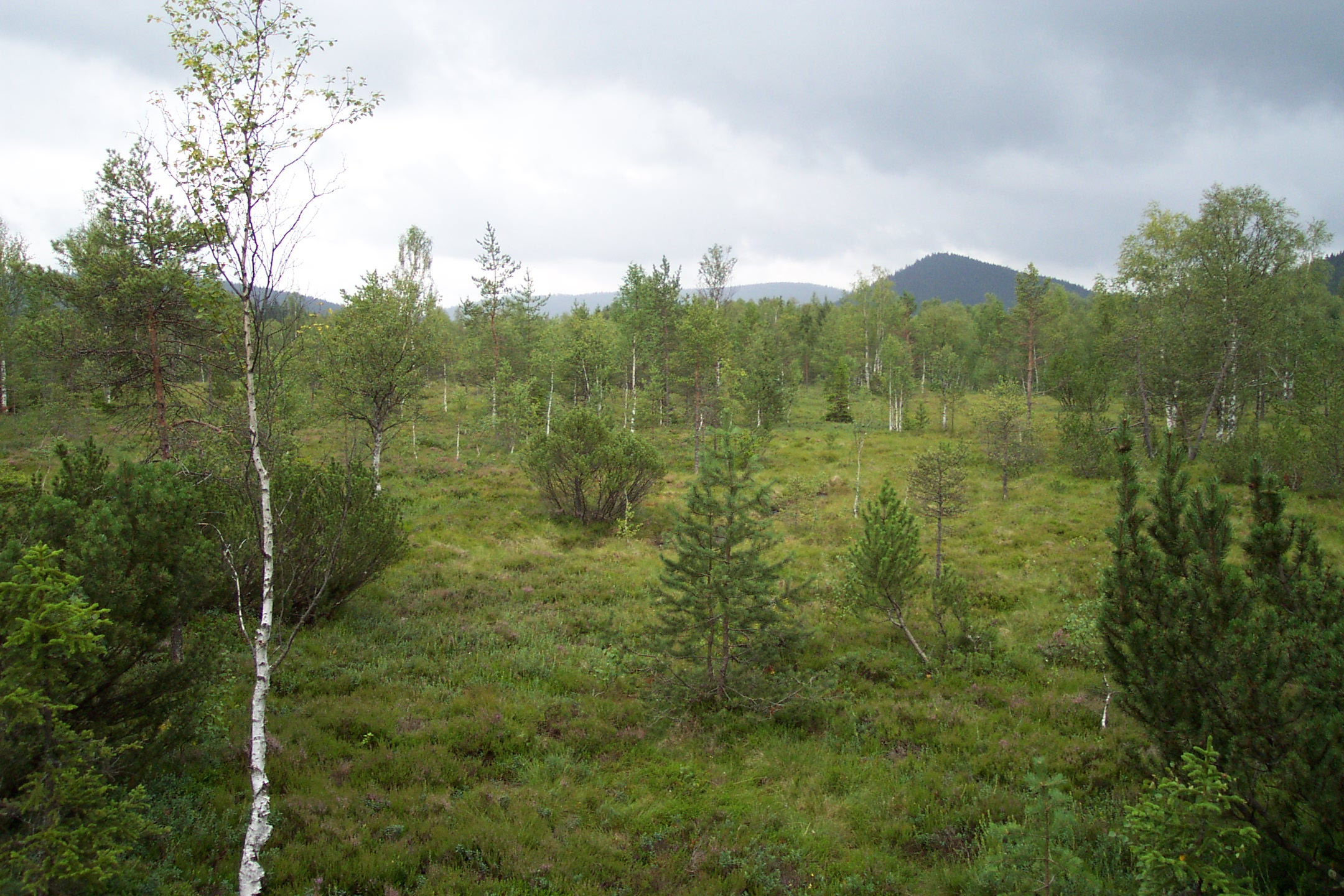
Porost v místech těžby rašeliny

V blízkosti rašeliniště se nachází dětské hřiště a informační středisko Národního parku Šumava se stálou expozicí věnovanou šumavským rašeliništím. K dispozici je parkoviště Svinná Lada, 1 km od obce Borová Lada směr Kvilda.

## Těžba rašeliny

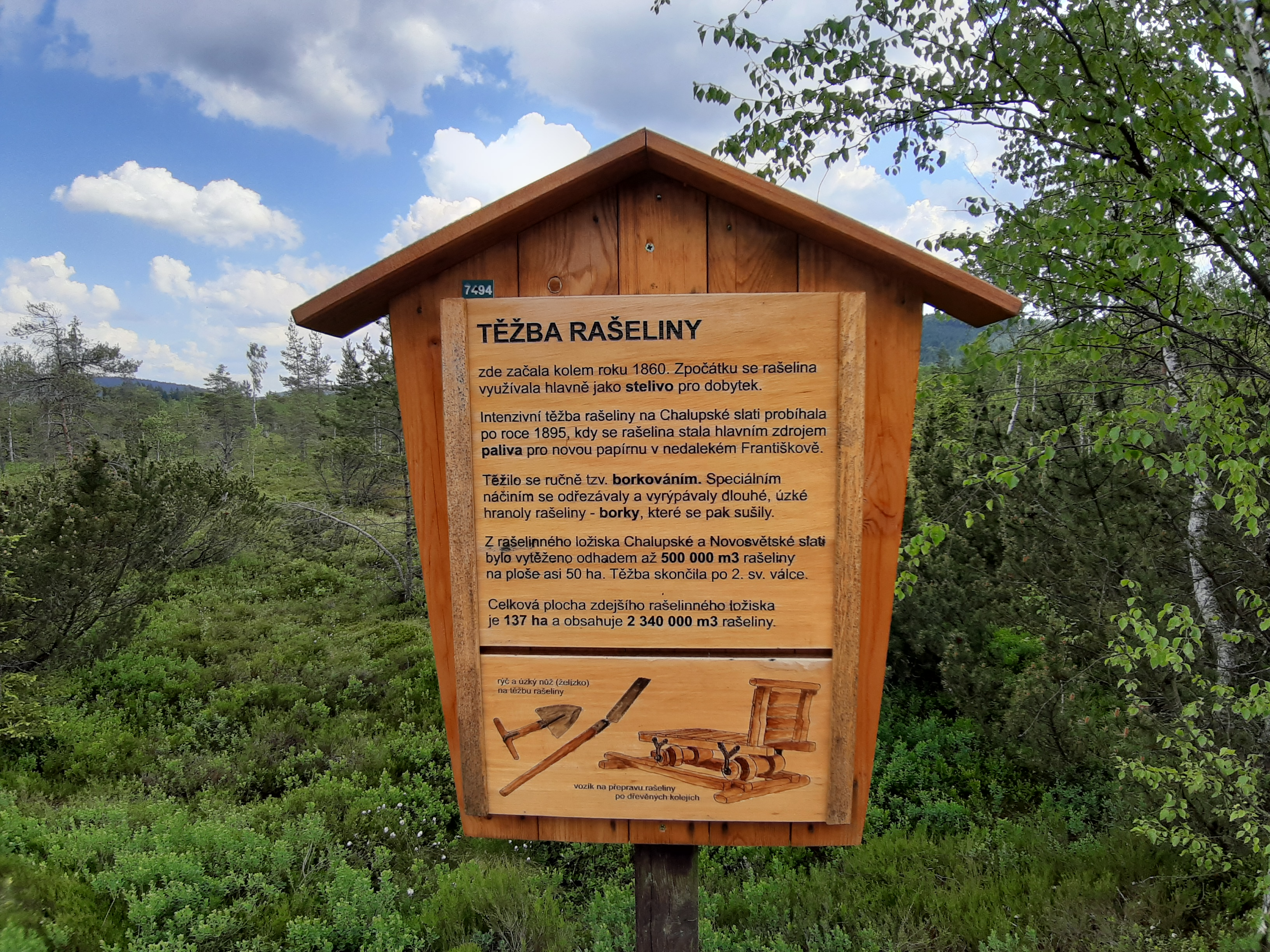
Informační tabule o těžbě rašeliny

Místo bylo v minulosti narušeno ruční těžbou rašeliny, která po vysušení sloužila jako stelivo a topivo. Těžba zintenzivnila po vybudování papírny ve Františkově v roce 1895. Nazývala se borkování a prováděla se pomocí zvláštní lopatky. Vyříznutá cihla, zvaná borka, měla velikost 10 cm x 10 cm x 45 cm. Těžbu omezila až hospodářská krize ve 30. letech 20. století. V roce 1947 při dlouhotrvajícím suchu slať vyhořela. Těžbu definitivně ukončilo zřízení CHKO Šumava v roce 1963.

## Vodstvo
Slať leží na levém břehu Teplé Vltavy nad jejím soutokem s Vydřím potokem. Ve střední části se nachází Chalupské jezírko, největší rašelinné jezero v Česku o rozloze 1,3 ha. V jezírku je několik plovoucích ostrůvků.

## Vegetace

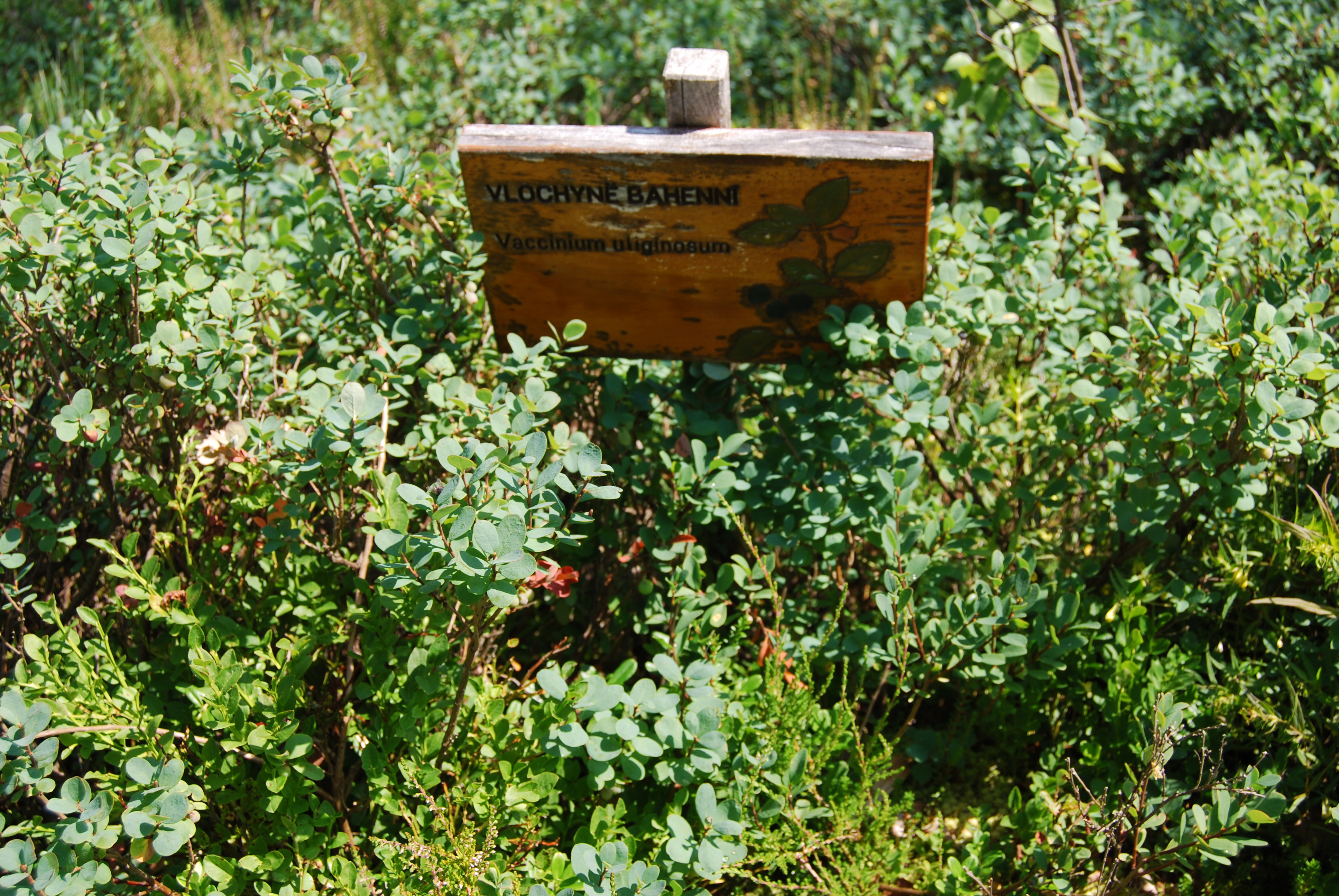
Vlochyně bahenní

Na plovoucích ostrovech rostou chráněné druhy rostlin např. ostřice chudokvětá, blatnice bahenní a masožravá rosnatka okrouhlolistá. V okolí jezera roste suchopýr úzkolistý, na samotném rašeliništi pak např. klikva bahenní, suchopýr pochvatý, kyhanka sivolistá, černýš luční, vřes obecný či vlochyně. Velkou část porostu tvoří borovice kleč, smrky a břízy.

## Fauna

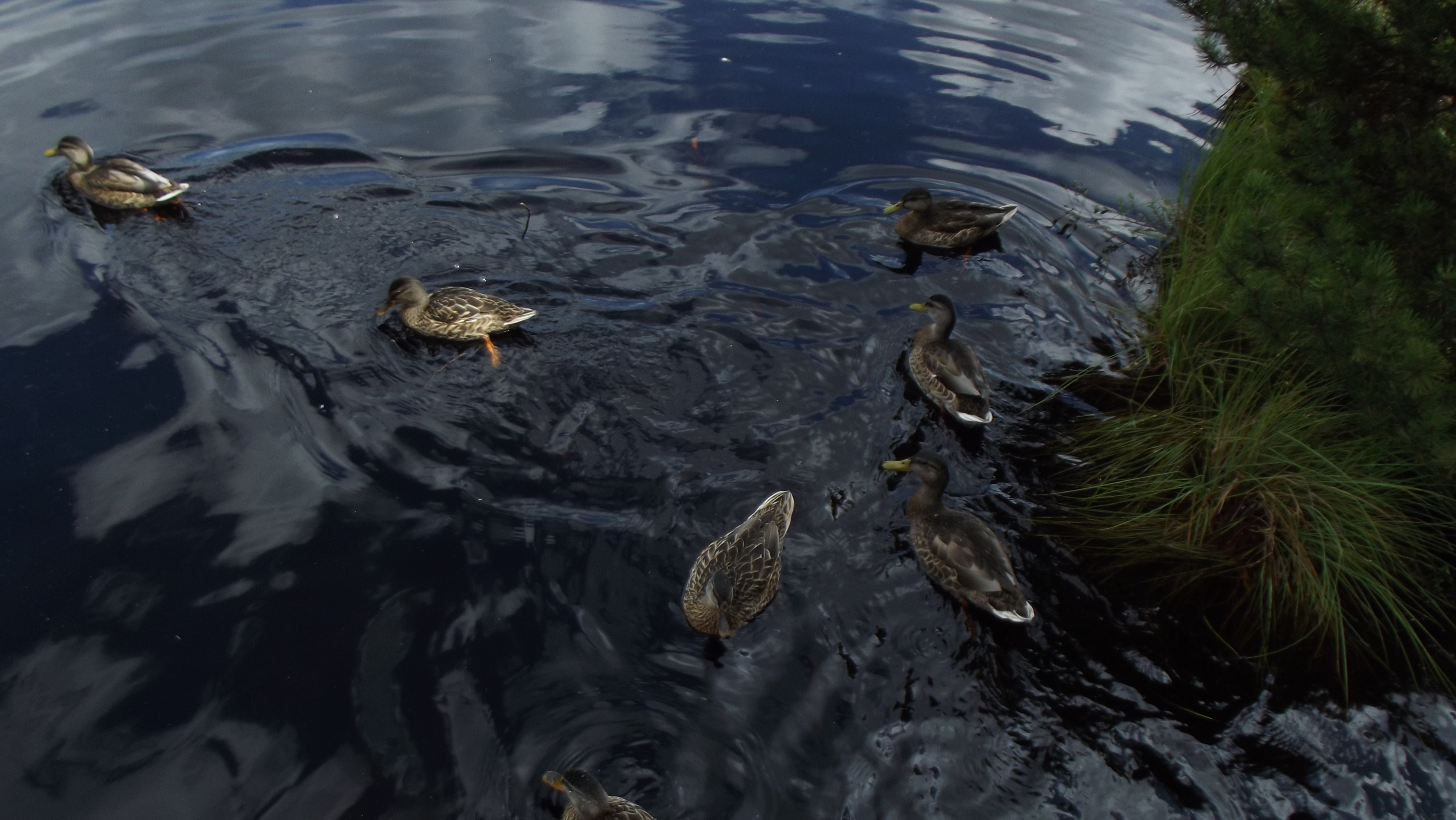
Hejno kachen divokých na Chalupském jezírku

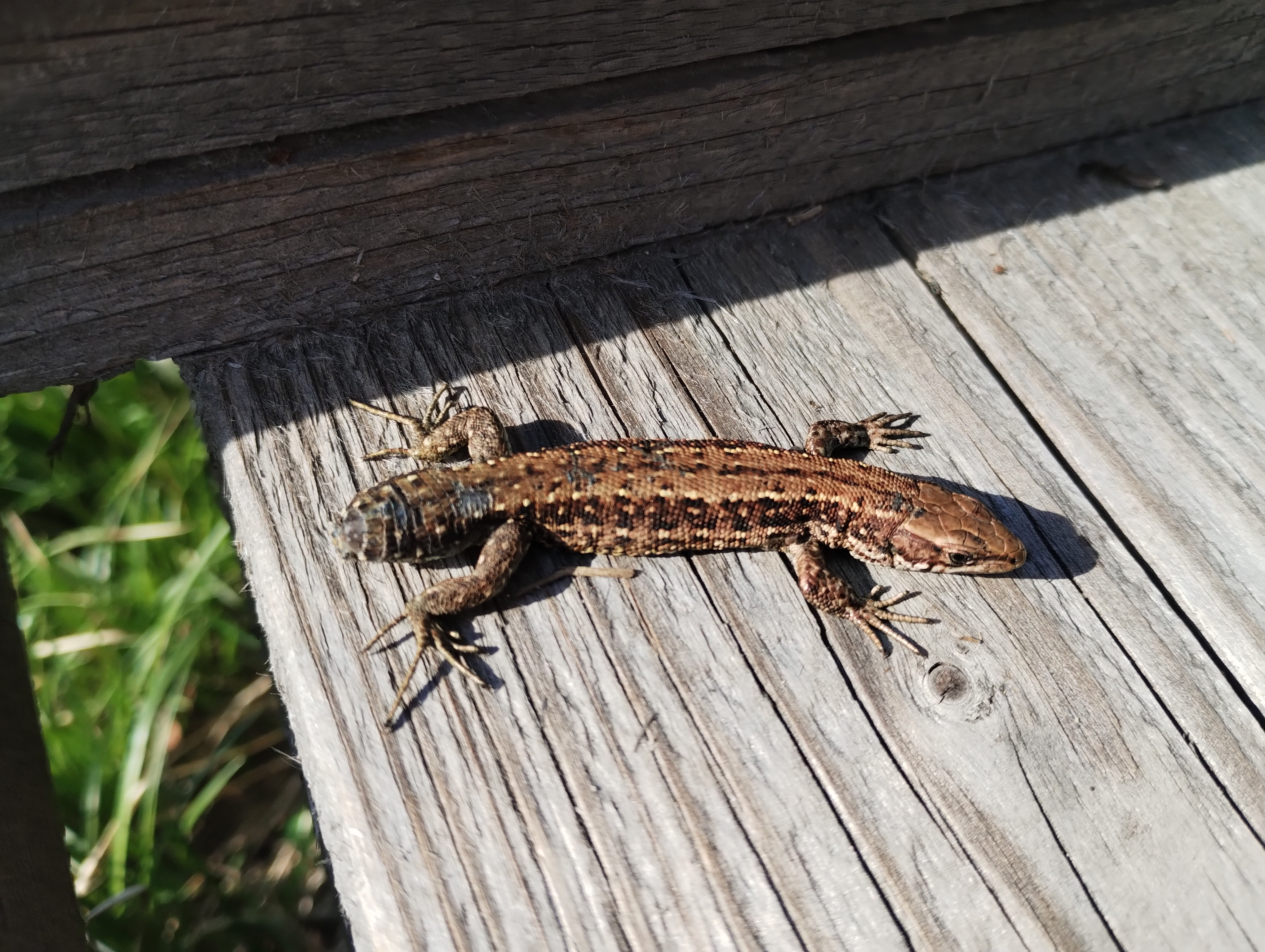
Ještěrka živorodá na chodníčku Chalupské slati

Chalupská slať je specifická značnou biodiverzitou bezobratlých, zvláště motýlů, k čemuž přispívá přítomnost jezírka. Pozoruhodné jsou severské druhy vážek (druh Aeschna), dvoukřídlých (Diptera), pavouků. Mezi subarktické druhy patří také motýli žluťásek borůvkový (Colias palaeno) a obaleč (Elethreutes arbutella) – vytvářejí zde početnou izolovanou populaci. Z obratlovců zde žije např. zmije obecná, ještěrka živorodá, rejsek horský a drobní ptáci. Na jezírku se vyskytuje kachna divoká, polák chocholačka či volavka popelavá.

## Galerie

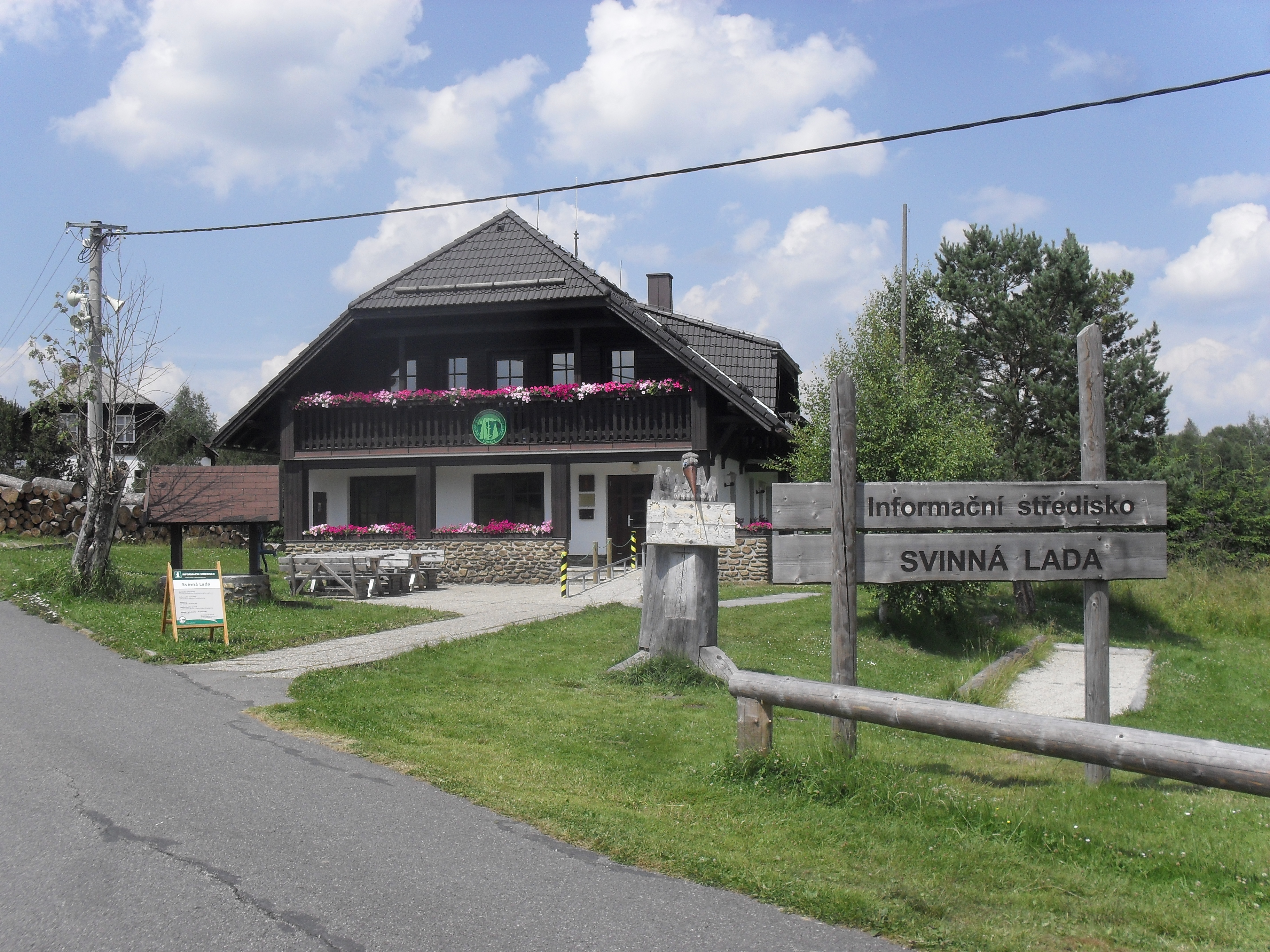
Informační středisko
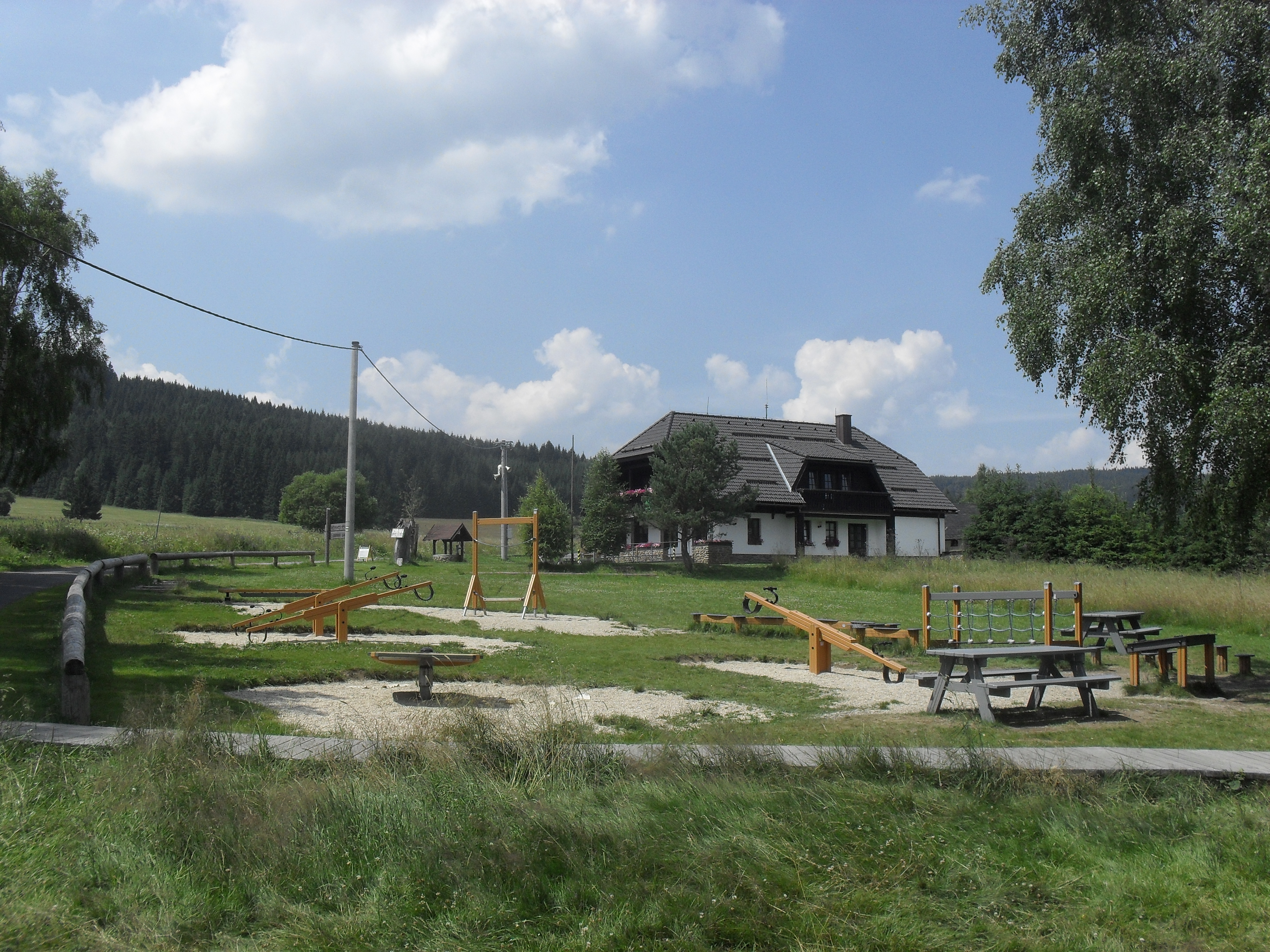
Dětské hřiště před informačním střediskem
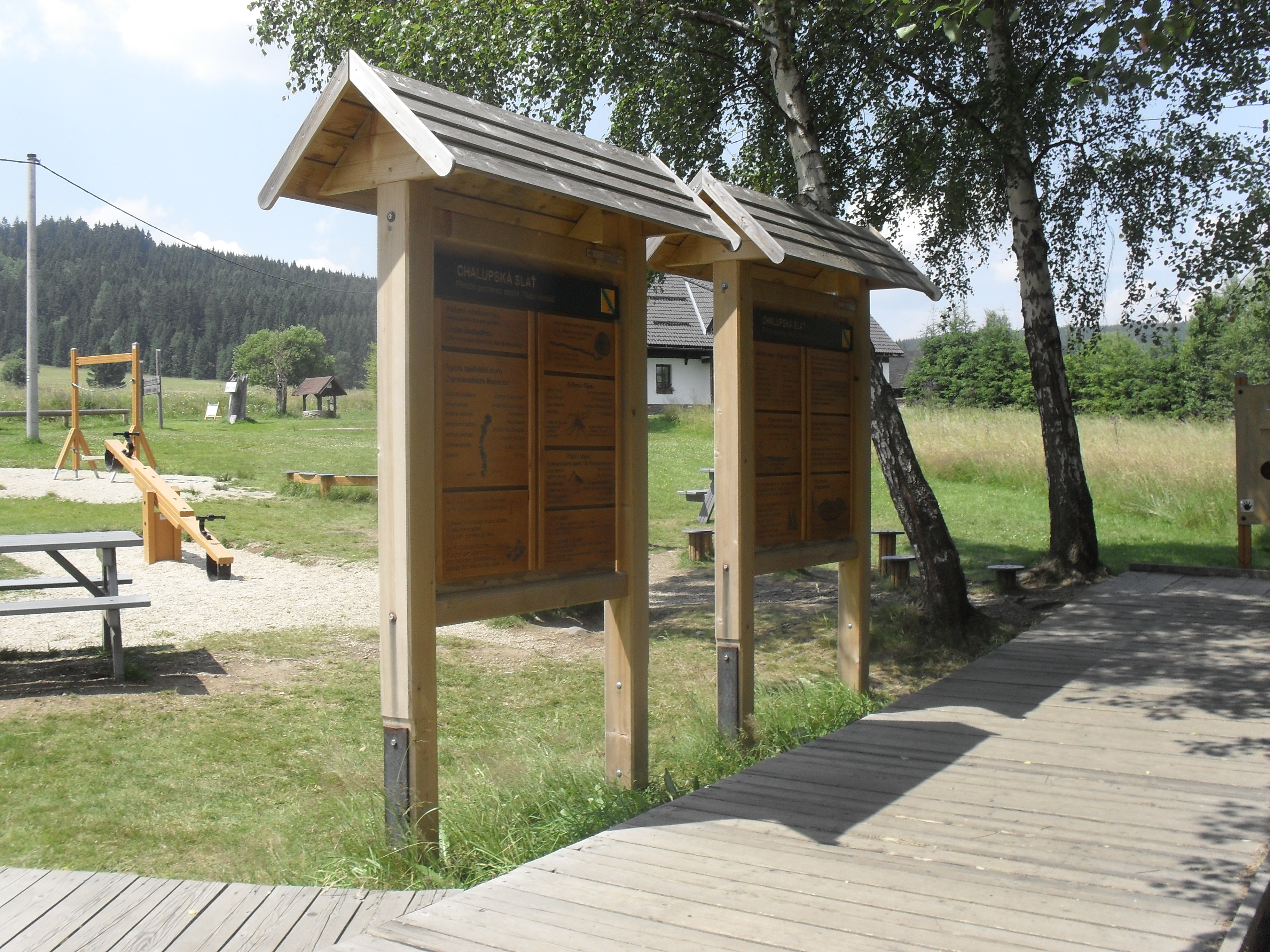
Informační panely u Chalupské slati
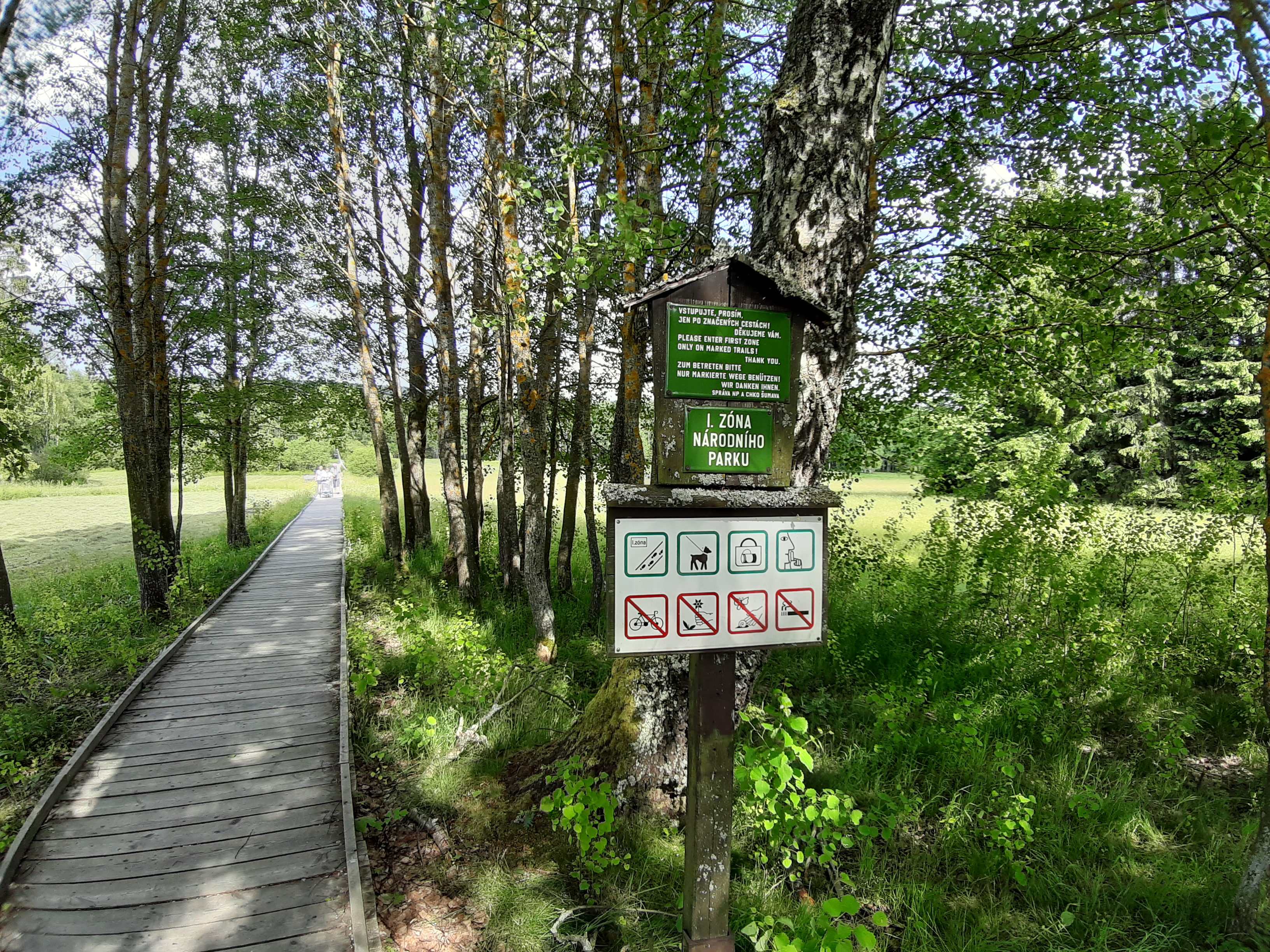
Upozornění na I. zónu NP
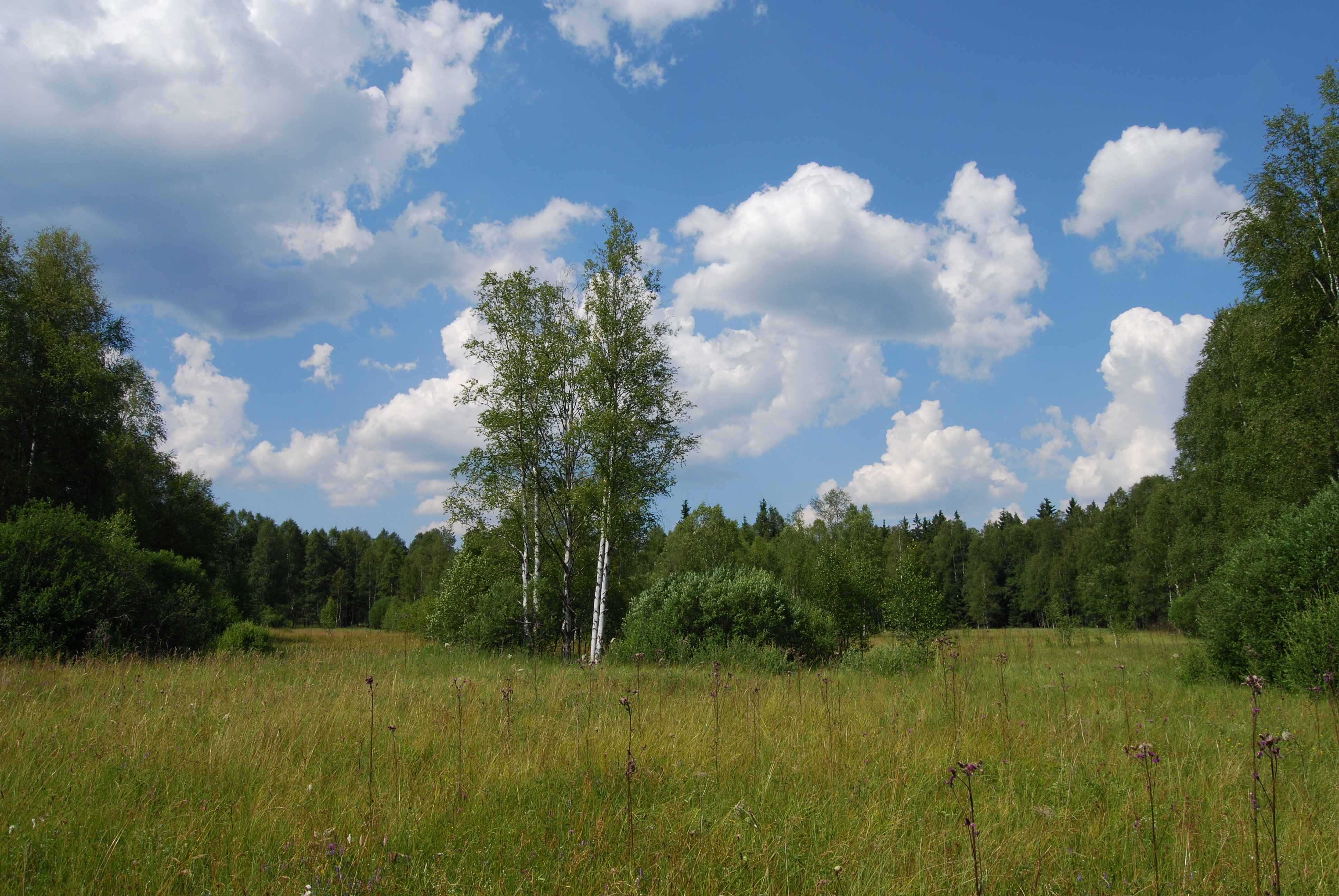
Pohled z chodníčku
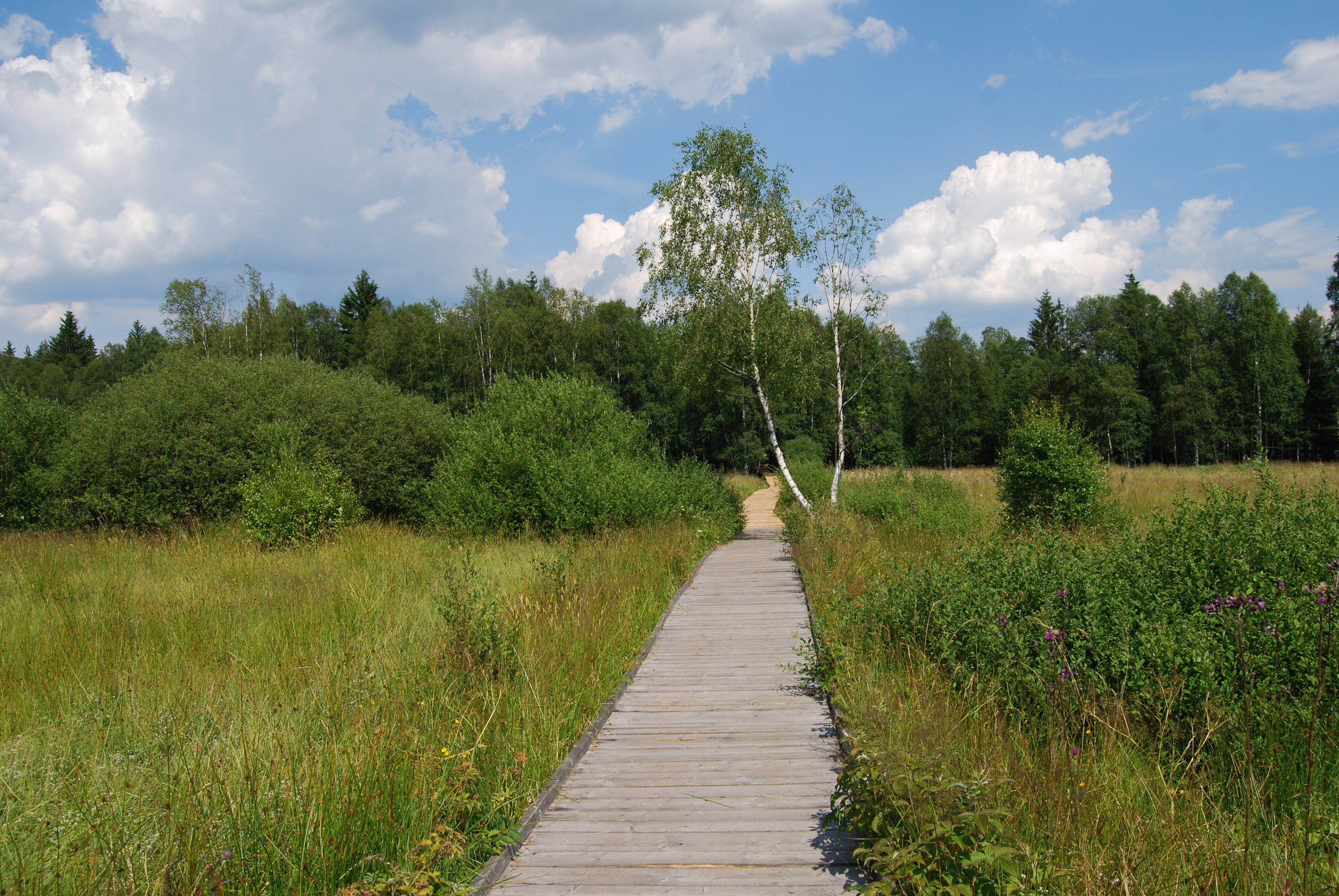
Dřevěný chodníček
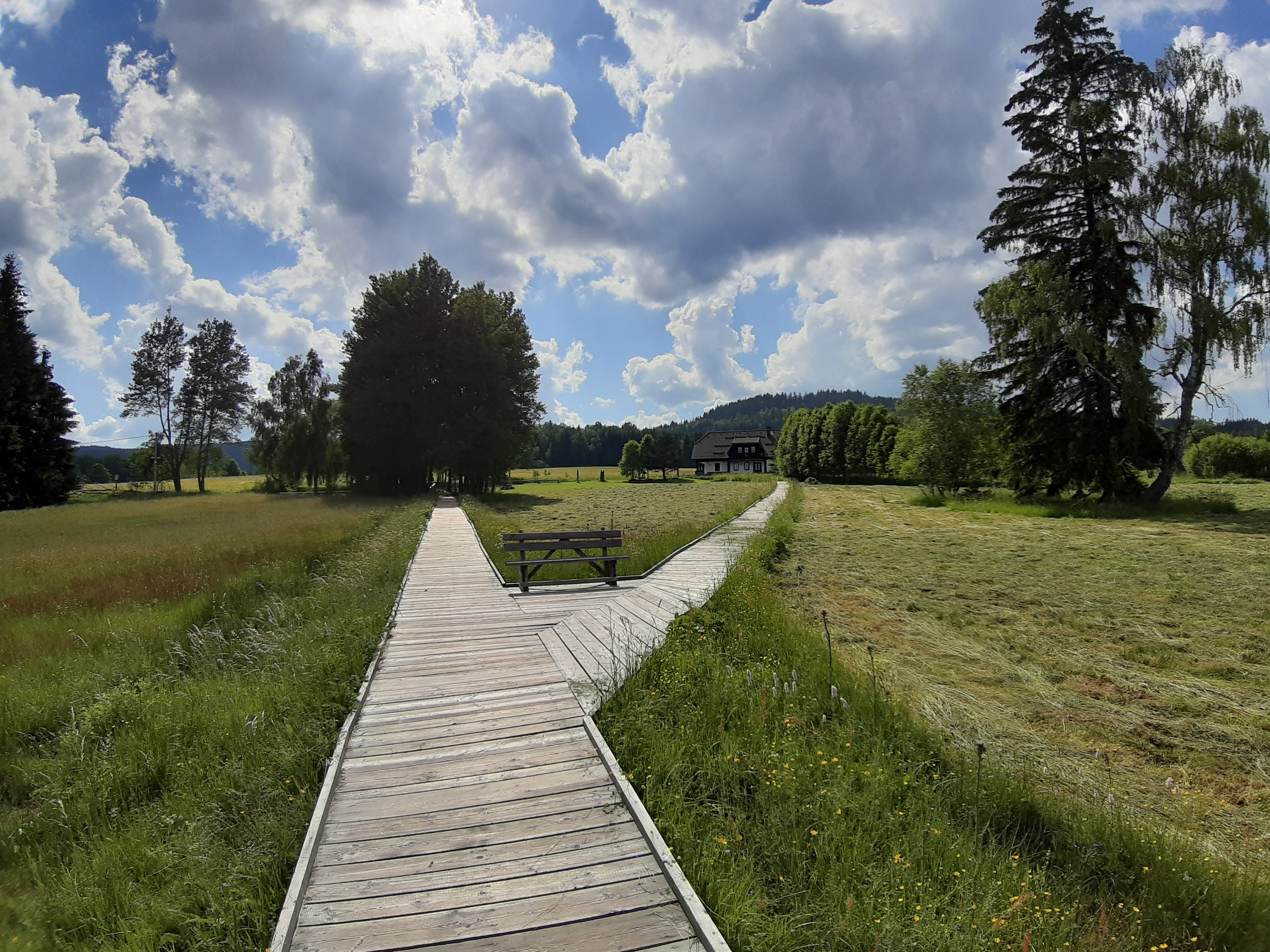
Chodníčky
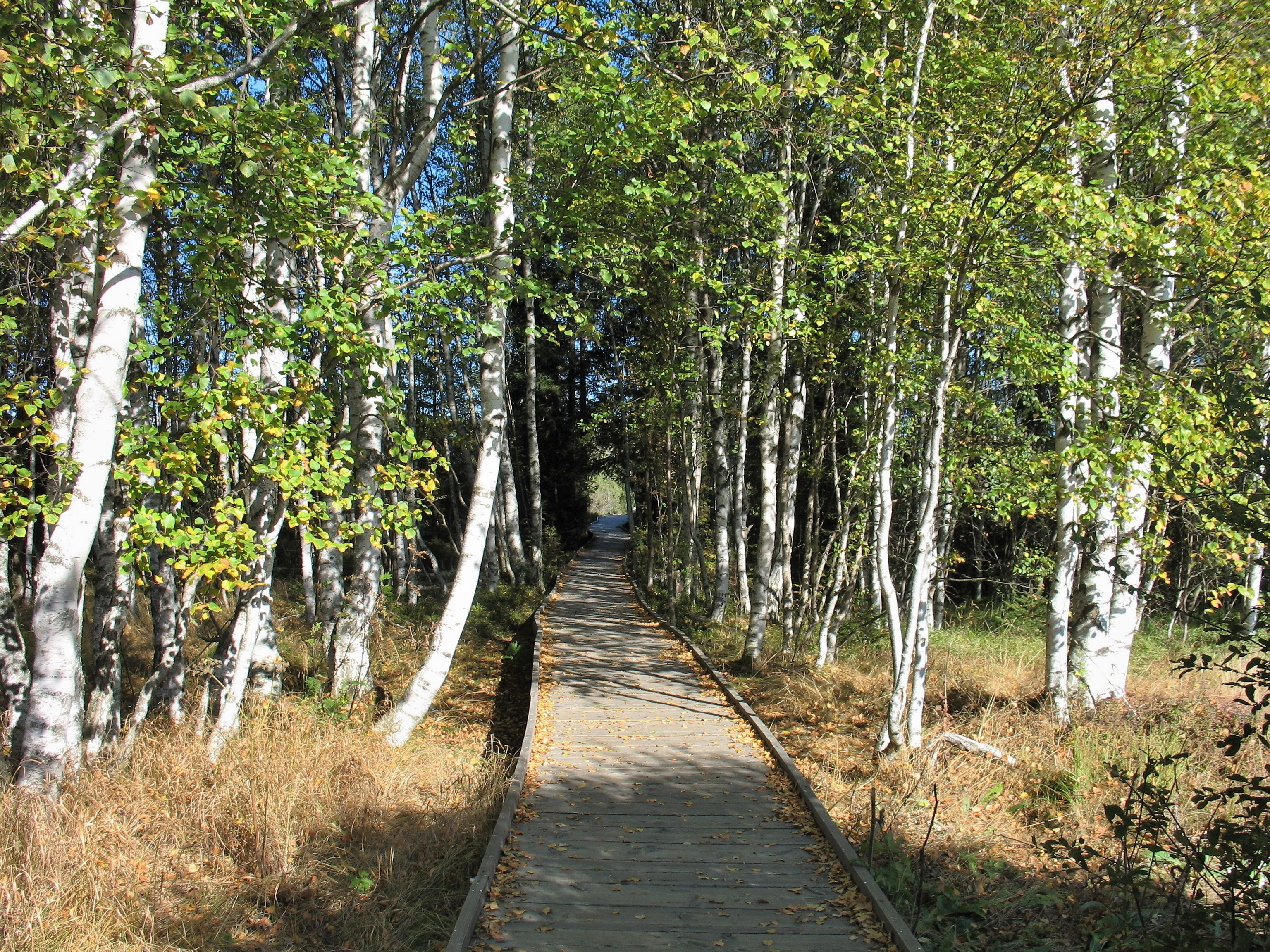
Dřevěný chodníček
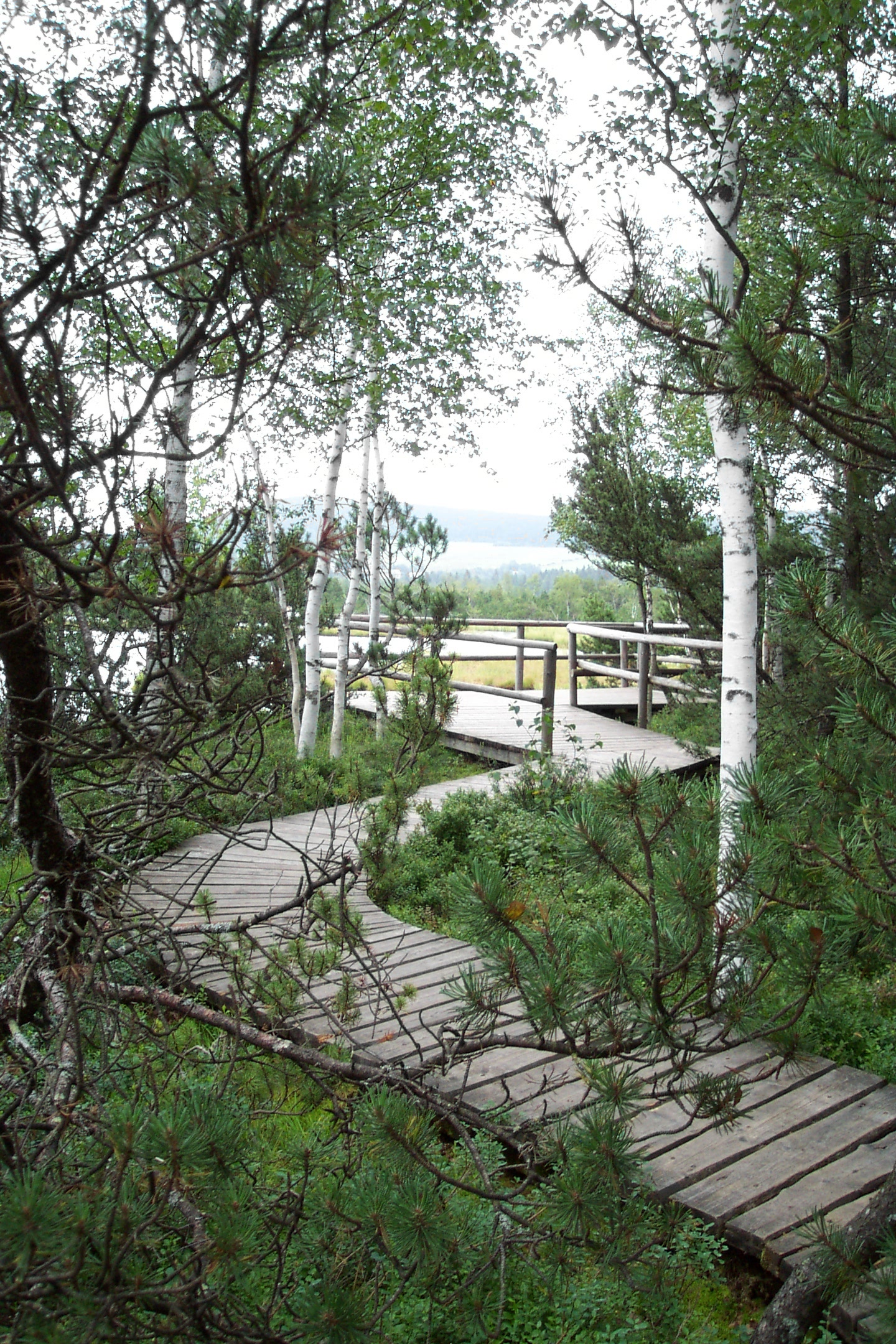
Přístupová cesta s plošinou k jezírku
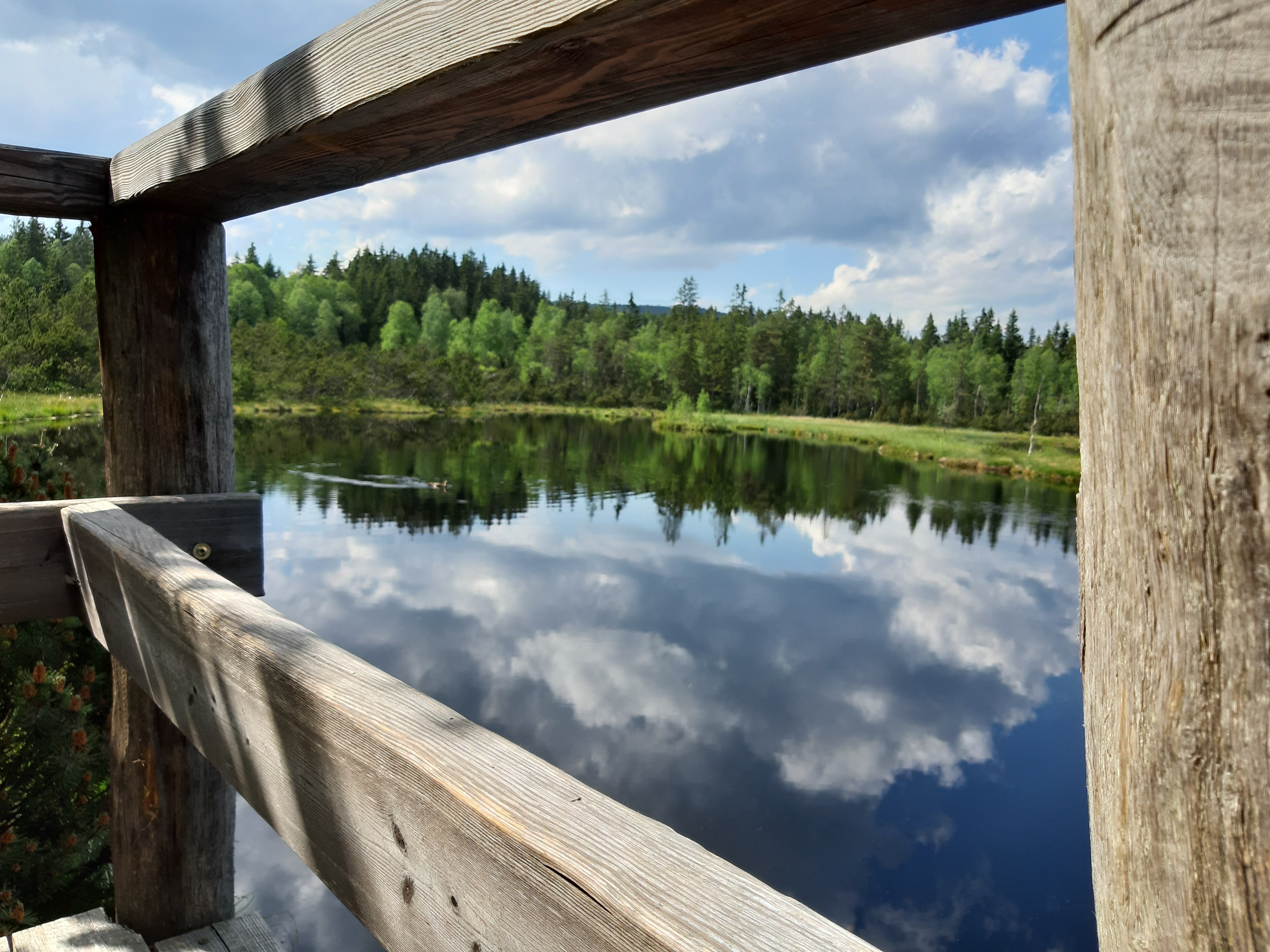
Pohled na jezírko z plošiny
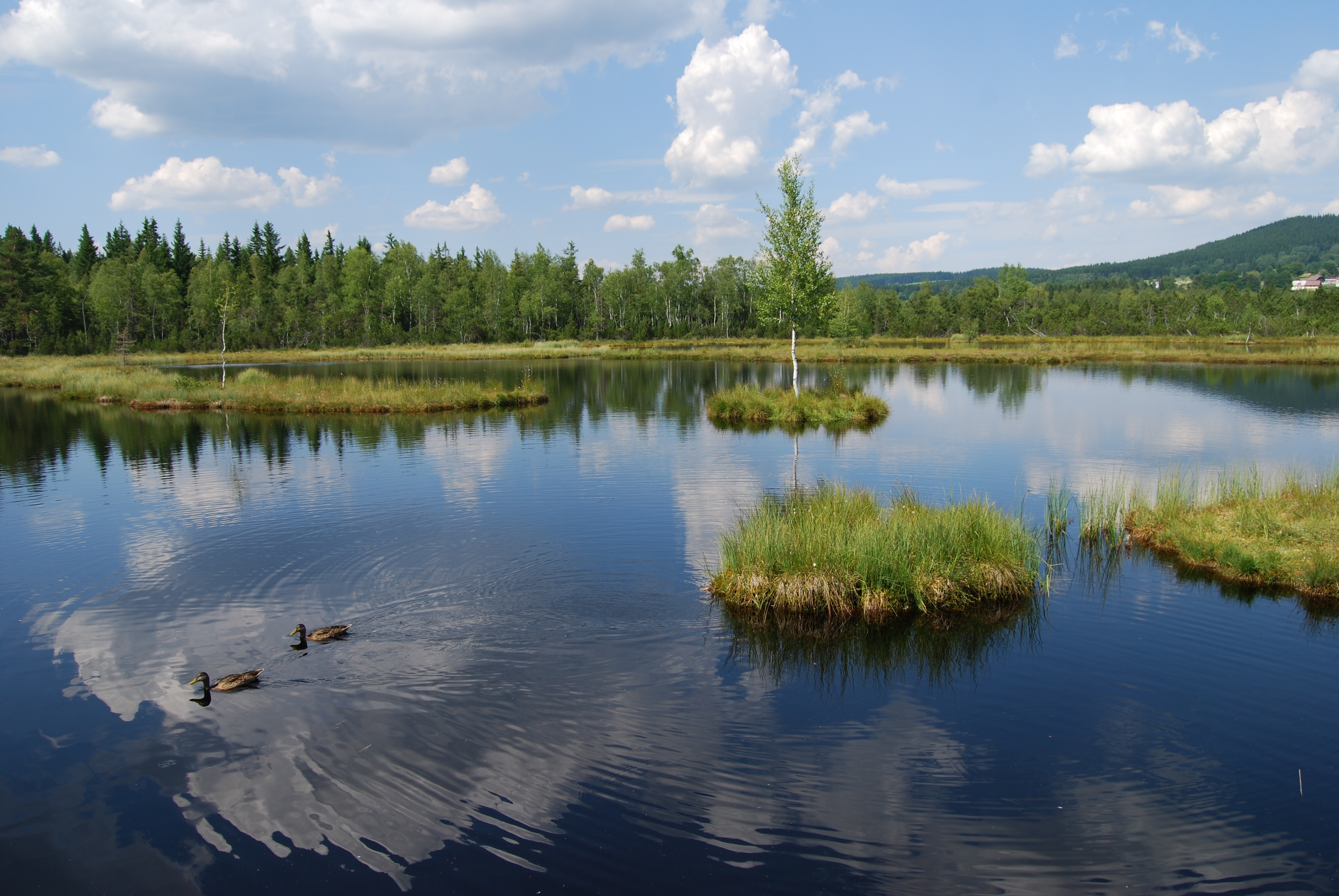
Ostrůvky na Chalupském jezírku
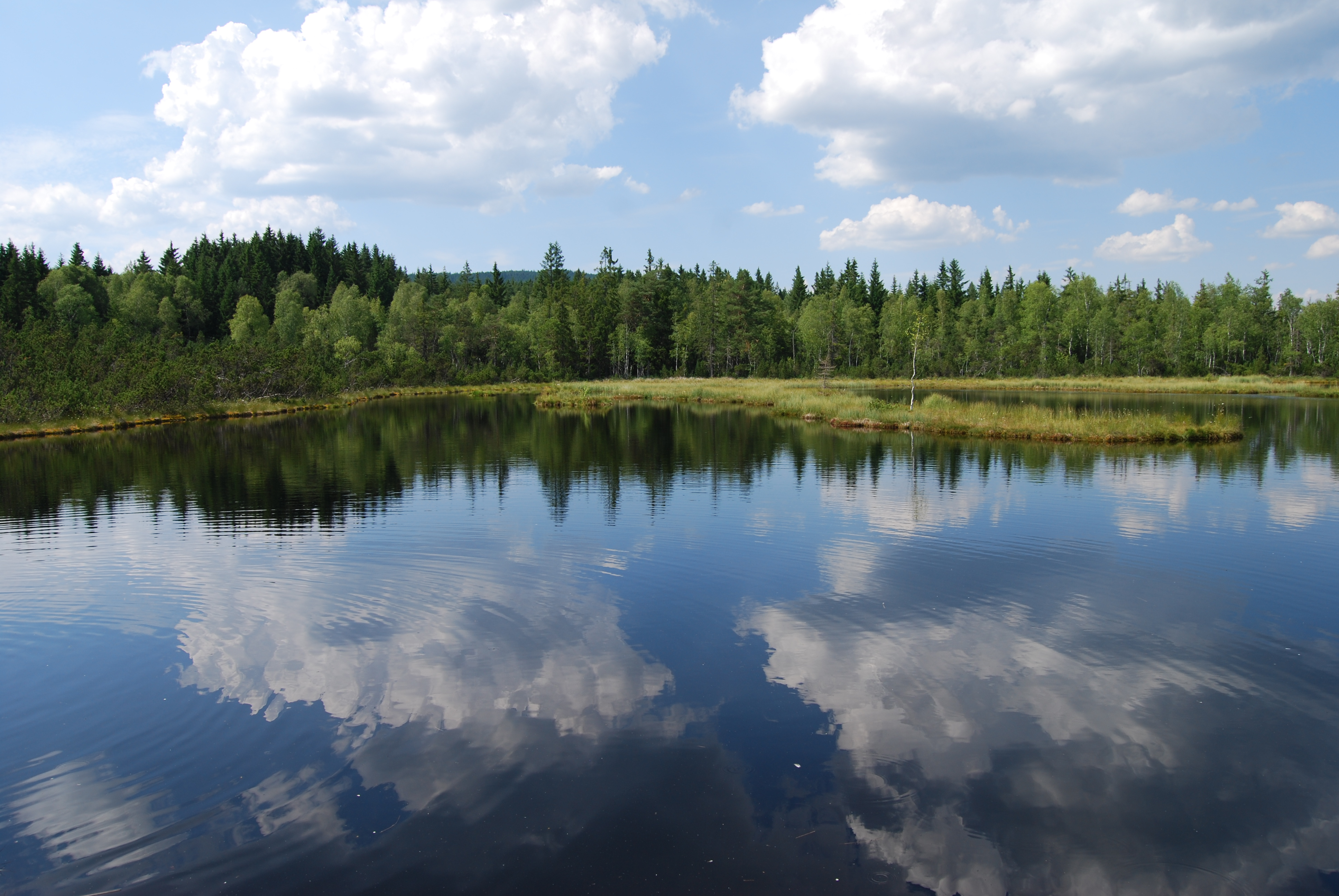